# 4 Веста
4 Веста е третият по големина астероид в основния пояс с размери приблизително 530 на 468 km. Открит е на 29 март 1807 г. от немския астроном Хайнрих Вилхелм Олберс и носи името на богинята на домашното огнище от римската митология Веста. Името е предложено от математика Карл Фридрих Гаус. До откриването на следващия астероид 5 Астрея минават 28 години.

## Физически характеристики
Високото албедо го прави най-яркия астероид и единствения видим понякога с невъоръжено око.
В зората на Слънчевата система вътрешността на Веста вероятно е била разтопена, позволявайки диференциация на вътрешните слоеве. Кората му се състои от базалтови скали, формирани под действието на вулканизъм в далечното минало на астероида, докато за вътрешността му се счита, че се състои предимно от желязо и никел.
За скалистите и железните метеорити са счита, че са остатъци от тела от ранната Слънчева система, разрушени вследствие на сблъсъци, като скалистите метеорити са части от силикатната им кора, а железните – части от ядрата им.
Снимки на телескопа Хъбъл от 1996 г. разкриват обширен кратер на повърхността на астероида с диаметър от 430 km. За сблъсъка, образувал кратера, се смята, че е породил и V-клас астероидите. През 2001 г. за астероида 1929 Кола е установено, че произхожда от вътрешността на кората на Веста, както и точното му местонахождение преди сблъсъка, който го е изхвърлил на самостоятелна орбита.
Ефектът на Ярковски поражда разместване на орбитите на астероидите от семейство Веста. Някои от членовете се станали близкоземни астероиди като 9969 Браил, като някои от по-малките попадат на Земята като метеорити. За Веста се счита, че е източник на ХЕД метеоритите.
Космическият апарат „Дон“ (на английски: Dawn, в превод „зора“), изстрелян на 27 септември 2007 г., е роботизиран космически кораб, изпратен от НАСА за космическо изследване към два от най-масивните членове на астероидния пояс: астероида 4 Веста и планетата джудже 1 Церера. „Дон“ изследва Веста между 2011 и 2012 и Церера през 2015 г. Той е първият апарат, посетил едно от двете тела.
Веста, снимана от „Дон“.